# Audi Pikes Peak
O Audi Pikes Peak quattro era um utilitário esportivo conceitual. Foi criado pelo fabricante alemão de automóveis Audi. O Pikes Peak quattro foi apresentado pela primeira vez no Salão Internacional do Automóvel Norte-Americano de 2003. Foi o primeiro de três carros-conceito projetados pela Audi e exibidos em 2003, à frente do Nuvolari quattro e do Le Mans quattro.
O Pikes Peak quattro foi nomeado em homenagem ao famoso percurso de corrida, Pikes Peak nas Montanhas Rochosas, que conquistaram vitórias gerais e recordes quebrados durante a década de 1980, devido à capacidade off-road do Audi Quattro e do Audi Sport Quattro.
O design do Pikes Peak quattro foi posteriormente desenvolvido para a produção do Audi Q7 .